# Lespedeza intermedia
Lespedeza intermedia är en ärtväxtart som först beskrevs av Sereno Watson, och fick sitt nu gällande namn av Nathaniel Lord Britton. Lespedeza intermedia ingår i släktet Lespedeza och familjen ärtväxter. Inga underarter finns listade i Catalogue of Life.